# آلکساندر آرزومانیان
آلکساندر روبرتی آرزومانیان (ارمنی: Ալեքսանդր Ռոբերտի Արզումանյան؛ زادهٔ ۲۴ دسامبر ۱۹۵۹) یک سیاست‌مدار و دیپلمات اهل ارمنستان است. بین سال‌های ۱۹۹۶ تا ۱۹۹۸ آرزومانیان وزیر امور خارجه ارمنستان بود. وی نماینده دوره پنجم مجلس ملی جمهوری ارمنستان بوده است.

## زندگی‌نامه
وی در سال ۱۹۸۴ میلادی از دانشگاه دولتی ایروان فارغ‌التحصیل شده است.